# Championnat d'Albanie de football 2019-2020
Navigation
Édition précédente Édition suivante
| \| Flamurtari Kukës Laç Partizani Skënderbeu Teuta KF Tirana Gjirokastër Shkodër Ballsh \| Localisation des clubs engagés dans le championnat. |
| Flamurtari Kukës Laç Partizani Skënderbeu Teuta KF Tirana Gjirokastër Shkodër Ballsh                                                           |

La saison 2019-2020 de Kategoria Superiore (ou Super Ligue Albanaise) est la 81e édition du championnat d'Albanie de football et la 20e saison sous son nom actuel. Les dix meilleurs clubs du pays sont regroupés au sein d'une poule unique où ils affrontent quatre fois leurs adversaires. En fin de saison, les deux derniers du classement sont relégués et remplacés par les deux meilleurs clubs de Kategoria e parë, la deuxième division albanaise.
Le 12 mars 2020, la Fédération albanaise de football annonce la suspension du championnat en raison de la pandémie de Covid-19. Le championnat reprend finalement le 3 juin 2020.
Le KF Tirana remporte son 25e titre à l'issue de la 34e journée.

## Participants
| Equipe                | Classement 2018-2019 | Stade                 | Capacité |
| --------------------- | -------------------- | --------------------- | -------- |
| FK Partizani Tirana   | 1er                  | Stade Qemal-Stafa     | 16 700   |
| FK Kukës              | 2e                   | Zeqir Ymeri Stadium   | 5 000    |
| KF Teuta Durrës       | 3e                   | Stade Niko Dovana     | 13 000   |
| KF Skënderbeu Korçë   | 4e                   | Stadiumi Skënderbeu   | 12 000   |
| KS Flamurtari Vlorë   | 5e                   | Stadiumi Flamurtari   | 8 500    |
| KF Laç                | 6e                   | Stadiumi Laçi         | 11 000   |
| KF Tirana             | 7e                   | Stade Selman-Stërmasi | 9 600    |
| Luftëtari Gjirokastër | 8e                   | Subi Bakiri Stadium   | 8 500    |
| KF Vllaznia Shkodër   | Promu 1er            | Stade Loro-Boriçi     | 29 212   |
| KS Bylis Ballsh       | Promu 2e             | Stadiumi Adush Muçaj  | 11 800   |

## Classement
Le classement est établi sur le barème de points classique (victoire à 3 points, match nul à 1, défaite à 0). Pour départager les égalités, on tient d'abord compte des confrontations directes, puis de la différence de buts générale, puis du nombre de buts marqués, puis  et enfin si la qualification ou la relégation est en jeu, les deux équipes jouent une rencontre d'appui sur terrain neutre.
| Rang | Équipe                | Pts | J  | G  | N  | P  | Bp | Bc | Diff |
| ---- | --------------------- | --- | -- | -- | -- | -- | -- | -- | ---- |
| 1    | KF Tirana             | 70  | 36 | 21 | 7  | 8  | 67 | 35 | +32  |
| 2    | FK Kukës              | 66  | 36 | 19 | 9  | 8  | 59 | 31 | +28  |
| 3    | KF Laç                | 64  | 36 | 19 | 7  | 10 | 61 | 34 | +27  |
| 4    | KF Skënderbeu Korçë   | 58  | 36 | 17 | 7  | 12 | 42 | 43 | -1   |
| 5    | KF Teuta Durrës C     | 57  | 36 | 15 | 12 | 9  | 41 | 34 | +7   |
| 6    | FK Partizani Tirana T | 53  | 36 | 15 | 8  | 13 | 51 | 40 | +11  |
| 7    | KS Bylis Ballsh P     | 51  | 36 | 12 | 15 | 9  | 46 | 38 | +8   |
| 8    | KF Vllaznia Shkodër P | 46  | 36 | 12 | 10 | 14 | 36 | 41 | -5   |
| 9    | KS Flamurtari Vlorë   | 15  | 36 | 2  | 9  | 25 | 32 | 72 | -40  |
| 10   | Luftëtari Gjirokastër | 14  | 36 | 2  | 8  | 26 | 19 | 86 | -67  |

|  | Qualification pour le premier tour de qualification de la Ligue des champions 2020-2021 |
|  | Qualification pour le premier tour de qualification de la Ligue Europa 2020-2021        |
|  | Barrage de relégation en deuxième division                                              |
|  | Relégation directe en deuxième division                                                 |
|  | T : Tenant du titre C : Vainqueur de la Coupe d'Albanie 2019-2020 P : Promu de D2       |

1. ↑  Le KF Skënderbeu Korçë est interdit de compétition européenne à la suite d'une affaire de matchs truqués[3],[4]

### Barrage de promotion-relégation
À la fin de la saison, le 8e de première division affronte le vainqueur des barrages de deuxième division pour tenter de se maintenir.
| Équipe 1                 | Résultat | Équipe 2                 |
| ------------------------ | -------- | ------------------------ |
| KF Vllaznia Shkodër (D1) | 3-1      | KS Besëlidhja Lezhë (D2) |

Légende des couleurs
- Qualification pour la phase suivante.
- Le club se maintient en première division.
- Promotion en première division.
- Le club reste en deuxième division.
- Relégation en deuxième division.

## Bilan de la saison
| Championnat d'Albanie de football 2019-2020                        |                       |
| Champion                                                           | KF Tirana (25e titre) |
| Coupes et trophées                                                 |                       |
| Vainqueur de la Coupe d'Albanie 2019-2020                          | KF Teuta Durrës       |
| Qualifications continentales                                       |                       |
| Ligue des champions 2020-2021                                      | KF Tirana             |
| Ligue Europa 2020-2021                                             | FK Kukës              |
| Ligue Europa 2020-2021                                             | KF Laç                |
| Ligue Europa 2020-2021                                             | KF Teuta Durrës       |
| Promotions et relégations                                          |                       |
| Promus en Championnat d'Albanie de football                        | KS Kastrioti Krujë    |
| Promus en Championnat d'Albanie de football                        | KF Apolonia Fier      |
| Relégués en Championnat d'Albanie de football de deuxième division | Luftëtari Gjirokastër |
| Relégués en Championnat d'Albanie de football de deuxième division | KS Flamurtari Vlorë   |